# Artículo 9 de la Constitución de Japón
El Artículo 9 de la Constitución de Japón es una cláusula en la Constitución japonesa que prohíbe actos bélicos por parte del estado. La Constitución se aprobó el 3 de mayo de 1947, inmediatamente después de la Segunda Guerra Mundial. En su texto, el estado renuncia formalmente a la guerra como derecho soberano y prohíbe la resolución de disputas internacionales a través del uso de la fuerza. El artículo también señala que, para cumplir estos objetivos, no se mantendrán fuerzas armadas con potencial bélico, aunque Japón mantiene fuerzas armadas de facto, conocidas como las Fuerzas de Autodefensa de Japón (自衛隊 Jieitai?) (JSDF por sus siglas en inglés).

## Texto del artículo
El contenido completo del artículo en japonés:

第九条　日本国民は、正義と秩序を基調とする国際平和を誠実に希求し、国権の発動たる戦争と、武力による威嚇又は武力の行使は、国際紛争を解決する手段としては、永久にこれを放棄する。
二　前項の目的を達するため、陸海空軍その他の戦力は、これを保持しない。国の交戦権は、これを認めない。

La traducción oficial del artículo en inglés dice:

ARTICLE 9. Aspiring sincerely to an international peace based on justice and order, the Japanese people forever renounce war as a sovereign right of the nation and the threat or use of force as means of settling international disputes. (2) To accomplish the aim of the preceding paragraph, land, sea, and air forces, as well as other war potential, will never be maintained. The right of belligerency of the state will not be recognized.

La traducción oficial al castellano elaborada por el gobierno japonés dice:

ARTÍCULO 9. Aspirando sinceramente a una paz internacional basada en la justicia y el orden, el pueblo japonés renuncia para siempre a la guerra como derecho soberano de la nación y a la amenaza o al uso de la fuerza como medio de solución en disputas internacionales. (2) Con el objeto de llevar a cabo el deseo expresado en el párrafo precedente, no se mantendrán en lo sucesivo fuerzas de tierra, mar o aire como tampoco otro potencial bélico. El derecho de beligerancia del estado no será reconocido.

## Trasfondo histórico
El fallo de la seguridad colectiva de la Liga de las Naciones hizo darse cuenta de que un sistema de seguridad universal solo podría ser efectivo si las naciones aceptaban ciertas limitaciones de su soberanía nacional con respecto a su derecho a la beligerancia. Al igual que el Artículo 24 alemán, que fue incorporado en la posguerra a la Constitución de Alemania, y que provee delegación o limitación de los derechos nacionales en favor de la seguridad colectiva, el Artículo 9 fue añadido a la Constitución de Japón durante la ocupación después de la Segunda Guerra Mundial.
Se discute la fuente de la cláusula pacifista. Según el comandante supremo de los Aliados, Douglas MacArthur, esta fue sugerida por el primer ministro Kijūrō Shidehara, que "quería que prohibiese todo establecimiento militar para Japón—cualquier establecimiento militar de cualquier índole". La perspectiva de Shidehara era que la retención de armas carecería de sentido en la era de posguerra japonesa, porque ninguna milicia se ganaría el respeto de la gente, y haría que la gente se obsesionase con volver a rearmar Japón. Shidehara admitió su autoría en sus memorias Gaikō Gojū-Nen (Cincuenta años de Diplomacia), publicado en 1951, donde describió la idea que se le vino a la cabeza durante un viaje en tren a Tokio; MacArthur confirmó también la autoría de Shidehara en varias ocasiones. Sin embargo, según algunas interpretaciones, niega haberlo hecho, y la inclusión del Artículo 9 fue llevada a cabo por los miembros de la Sección de Gobierno (民政局 Min-Sei-Kyoku?) del Comandante Supremo de las Fuerzas Aliadas (GHQ) (連合国軍最高司令官 Rengō-Koku-Gun-Saikō-Shirei-Kan?), especialmente Charles Kades, uno de los asociados más cercanos de Douglas MacArthur. El artículo fue englobado en la Dieta de Japón en 3 de noviembre de 1946. Kades rechazó el texto propuesto que prohibía el uso de la fuerza de Japón "por su propia seguridad", creyendo que la auto-preservación era el derecho de toda nación.
La aceptación del artículo por parte del gobierno japonés puede ser explicada en parte por el deseo de proteger el trono imperial. Algunos de los líderes de los Aliados de la Segunda Guerra Mundial veían al emperador como el factor determinante del comportamiento bélico de Japón. Su consentimiento a la cláusula antibeligerante debilitó los argumentos para abolir el trono o tratar al emperador como criminal de guerra.

## Interpretación

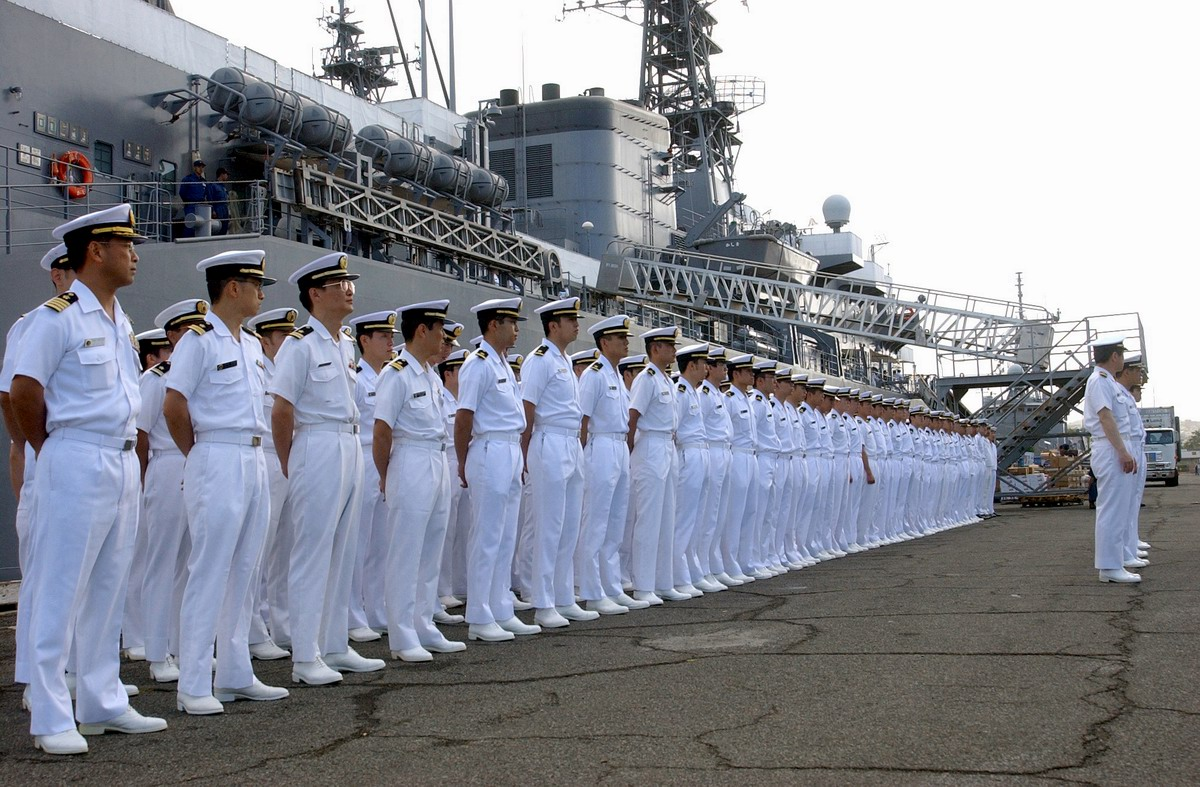
Marines de la Fuerza Marítima de Autodefensa de Japón, una de las fuerzas militares de facto ostensiblemente permitidas bajo el Artículo 9.

Poco después de la adopción de la Constitución de Japón en 1947, la guerra civil china terminaba en victoria para el Partido Comunista de China en 1949 y el establecimiento de la República Popular China. Como consecuencia, los Estados Unidos se quedaron sin la República China como aliado militar contra el comunismo en el Pacífico. Las fuerzas de ocupación estadounidenses quisieron tomar parte en una labor militar más activa en la guerra contra el comunismo durante la Guerra Fría.
En 1950, después del estallido de la guerra de Corea, la 24.ª División de Infantería estadounidense abandonaba Japón y era mandada a la guerra en la vanguardia en Corea, dejando Japón sin ninguna protección armada. MacArthur ordenó la creación de una fuerza de 75 000 individuos, la Reserva Nacional de Policía (警察予備隊 Keisatsu yobitai?) para mantener el orden en Japón y rechazar cualquier invasión del exterior. La RNP fue organizada por el Coronel Frank Kowalski de la Armada Estadounidense (posteriormente congresista) usando el excedente del equipo militar. Para evitar cualquier violación constitucional, se le dieron nombres civiles a objetos militares: por ejemplo, los tanques pasaron a llamarse "vehículos especiales." Shigesaburo Suzuki, líder del Partido Socialista de Japón (JSP), llevó el caso a la Corte Suprema de Japón para declarar inconstitucional a la RNP: sin embargo, el caso fue sobreseído por el Tribunal Supremo por falta de relevancia.
El 1 de agosto de 1952, se formó una nueva Agencia de Seguridad Nacional (保安庁 Hoancho?) para supervisar a la RNP y su componente marítimo. La nueva agencia era liderada directamente por el primer ministro Shigeru Yoshida. Yoshida respaldó su constitucionalidad: aunque dijo en una sesión del comité de la Dieta que "para mantener el potencial de guerra, incluso para el propósito de la autodefensa, [exigiría] modificar la Constitución" respondió luego a las demandas de constitucionalidad del JSP diciendo que la RNP no tenía verdadero potencial de guerra en la era moderna. En 1954, la Agencia de Seguridad Nacional pasó a ser la Agencia de Defensa de Japón (Hoy en día, Ministerio de Defensa) y la Reserva Nacional de Policía se volvieron las Fuerzas de Autodefensa de Japón.
En la práctica, las Fuerzas de Autodefensa de Japón están muy bien equipadas y las fuerzas marítimas se consideran más fuertes que los navíos de algunos de los vecinos japoneses. El Tribunal Supremo de Japón ha reforzado su constitucionalidad en varios juicios; sirva de ejemplo notable el "Caso Sunakawa" de 1959, en el que se confirmó la legalidad del entonces vigente Tratado de Seguridad Estados Unidos-Japón.

## Controversia
El artículo 9 de la Constitución de Japón no solo prohíbe el uso de la fuerza como medio para resolución en conflictos internacionales sino que también prohíbe a Japón de mantener un ejército, armada o fuerza aérea. Por tanto, en términos estrictamente legales, las Fuerzas de Autodefensa no son fuerzas de tierra, mar ni aire, sino extensiones de la fuerza nacional de policía. Esto tiene muchas implicaciones en términos de política exterior, seguridad y de defensa. Según el gobierno japonés, "el 'potencial de guerra' en el párrafo 2 se refiere a fuerzas que excedan el nivel mínimo necesario para la autodefensa. Cualquier nivel bajo este no constituye un potencial de guerra". Aparentemente cuando la Fuerza de Autodefensa fue creada, "ya que la capacidad de la Fuerza de Autodefensa era inadecuada para mantenerse en una guerra moderna, no tenía potencial de guerra." Por lo visto, el gobierno japonés ha buscado lagunas respecto a la redacción de la cláusula paz y la "constitucionalidad de la milicia japonesa ha sido cuestionada numerosas veces". Buena parte del pueblo japonés cree que Japón debería ser completamente pacifista y defiende que la Fuerza de Autodefensa es inconstitucional. No obstante, la Corte Suprema falló a favor de la nación japonesa en cuanto a su capacidad de autodefensa. Los escolares también han discutido la "transformación constitucional… [que] ocurre cuando una provisión constitucional ha perdido su efectividad y ha sido reemplazada con un nuevo significado". El gobierno del Partido Liberal Demócrata (LDP) ha interpretado el Artículo 9 como la renuncia al uso de armas de guerra en disputas internacionales pero no en el uso interno de la fuerza como propósito de mantener la paz y el orden. El Partido Democrático de Japón tiende a concurrir con la interpretación del gobierno. Al mismo tiempo, ambos partidos han abogado la revisión de este artículo añadiendo una cláusula adicional autorizando explícitamente el uso de la fuerza para el propósito de la autodefensa ante agresiones dirigidas contra la nación japonesa. El ahora extinto Partido Socialista de Japón, por otra parte, había considerado inconstitucionales las Fuerzas de Autodefensa y abogado la completa implementación del Artículo 9 mediante la desmilitarización de Japón. Cuando el partido se unió al LDP para formar un gobierno de coalición, cambió de postura y reconoció a las Fuerzas de Autodefensa como una estructura que era efectivamente constitucional. El Partido Comunista Japonés las considera inconstitucionales y ha pedido una reorganización de la política de defensa japonesa que pueda constar una milicia armada.
Después de los 1990, el Artículo 9 ha sido la razón principal de una disputa sobre la capacidad de Japón para tomar parte en encuentros multilaterales militares de ultramar. A finales de los 1980, aumentó la partida presupuestaria para las fuerzas de autodefensa en más de un 5% anual. Alrededor de 1990 Japón era el tercero, tras la (entonces) Unión Soviética y los Estados Unidos, en desembolso total de defensa, y EE. UU. instó a Japón a asumir una mayor participación del peso de defensa del Pacífico oeste. Dadas las circunstancias, algunos vieron el Artículo 9 más carente de relevancia. Permaneció, sin embargo, como un freno importante en las capacidades militares de Japón. A pesar del desvanecimiento de memorias de guerra más ácidas, el público general, según encuestas de opinión, continúa mostrando un gran apoyo por esta provisión constitucional.
Las diferentes vistas pueden ser organizadas en cuatro categorías: pacifistas, mercantilistas, normalistas y nacionalistas.[¿según quién?] Los pacifistas actuales apoyan el Artículo 9 y mantienen que la JSDF es inconstitucional, y querrían desligar a Japón de las guerras internacionales. Los mercantilistas tienen opiniones divididas sobre el Artículo 9 aunque la interpretación es ensanchada para incluir a la JSDF, y creen que el rol de la Fuerza de Autodefensa debería ser relegada a actividades relacionadas con las Naciones Unidas y para propósitos sin combate. Son partidarios de un mínimo gasto en defensa, y enfatizan el crecimiento económico. Los normalistas "piden un incremento en armamento para la defensa nacional y aceptan el uso de las fuerzas militares para mantener la paz y seguridad internacionales". Apoyan una revisión del Artículo 9 para incluir una cláusula que explique la existencia y función de la Fuerza de Autodefensa. Los nacionalistas afirman que Japón debería remilitarizarse y construir silos nucleares para devolver el orgullo y la independencia. También defienden una revisión del Artículo 9 para promocionar el armamento. Evidentemente, las opiniones van desde el pacifismo al extremo del nacionalismo y la completa remilitarización. La mayor parte de ciudadanos japoneses aprueba el espíritu del Artículo 9 y lo consideran personalmente importante. Pero desde los 1990, ha habido un alejamiento desde una postura que toleraba la no alteración del artículo a permitir una revisión que resuelva por fin la discordia entre la JSDF y el Artículo 9. A mayores, unos cuantos ciudadanos consideran que Japón debería permitirse encomendar a las Fuerzas de Autodefensa a esfuerzos de defensa colectiva, como los convenidos en el Consejo de Seguridad de las Naciones Unidas en la guerra del Golfo, por ejemplo. La capacidad de Japón para "abordar la defensa colectiva" ha sido objeto de discusión. La implicación de Japón en la guerra del Golfo de 1990, o la falta de implicación, ha provocado notables críticas. A pesar de la presión estadounidense sobre Japón para que asistiese a Estados Unidos en Irak, Japón limitó su implicación en la guerra principalmente a contribuciones económicas, debido a la oposición doméstica al despliegue de tropas. Como resultado de la ardiente desaprobación estadounidense durante la guerra del Golfo, Japón actuó rápidamente después de los ataques del 11 de septiembre en 2001. Fue claro que "los ataques del 11 de Septiembre llevaron a mayores demandas a Japón por parte de los Estados Unidos en cooperación respecto a la seguridad". El 29 de octubre de 2001 se aprobó la Ley de Medidas Especiales Antiterroristas, que "ampliaba más la definición de la autodefensa de Japón". La ley permitía a Japón apoyar a los militares norteamericanos en territorio ajeno. Esta ley provocó que "grupos civiles cursaran casos contra el gobierno japonés para parar el envío de tropas de autodefensa a Irak y confirmar la inconstitucionalidad de tal envío", aunque las tropas enviadas a Irak no eran para combate sino para ayuda humanitaria, Japón ha construido activamente relaciones con Estados Unidos precisamente por el Artículo 9 y la imposibilidad de Japón de entablar una guerra ofensiva. Se ha debatido que, "cuando [Koizumi] declaró la ayuda a los Estados Unidos-llevada a guerra sobre Irak en marzo de 2003, y cuando envió tropas japonesas para ayudar en la ocupación en enero de 2004, no era Irak lo que estaba en las miras japonesas tanto como Corea del Norte". Las inestables relaciones entre Japón y Corea del Norte, así como otros países asiáticos circundantes ha forzado a Japón a cañonear y doblar el Artículo 9 para "permitir una interpretación cada vez más expansiva" de la constitución, con el objetivo de garantizar el apoyo estadounidense en estas relaciones.
Constitucionalmente, Japón no tiene garantizado el derecho a defenderse en caso de ataques. Incluso si el Artículo 9 se enmendase para incluir una cláusula de autodefensa, no hay garantía de que tal enmienda permitiese el combate, debido a la variedad de opiniones. Además, "cualquier enmienda a la constitución de Japón que suprima la cláusula de renuncia a la guerra podría crear mayores tensiones regionales". La independencia de Japón como nación ha sido también discutida por la existencia del Artículo 9, aunque Estados Unidos "insiste que Japón debe confiar en la protección de Estados Unidos". Aun así, con la plétora norteamericana de problemas internos y externos, es difícil para Japón confiar únicamente en los Estados Unidos para apoyo. En última instancia, la complejidad y fragilidad de las relaciones internacionales de Japón son una gran dificultad para hacer cambios al Artículo 9.
En 2007 el primer ministro Shinzō Abe aprovechó la ocasión del 60.º aniversario de la Constitución de Japón para pedir una "amplia revisión" del documento y así permitir al país tomar parte en procesos de seguridad global a mayor escala y fomentar el restablecimiento del orgullo nacional.

## Comparaciones internacionales
En la Constitución de Italia el artículo 11 es similar al análogo japonés, pero se permite el uso de fuerzas militares para la autodefensa (artículos 54 y 78) y también para propósitos de mantenimiento de la paz, si así se acuerda con organizaciones internaciones:

"L'Italia ripudia la guerra come strumento di offesa alla libertà degli altri popoli e come mezzo di risoluzione delle controversie internazionali; consente, in condizioni di parità con gli altri Stati, alle limitazioni di sovranità necessarie ad un ordinamento che assicuri la pace e la giustizia fra le Nazioni; promuove e favorisce le organizzazioni internazionali rivolte a tale scopo."

Es decir,

Italia repudia la guerra como instrumento de ofensa a la libertad del pueblo y como medio de resolución de controversia internacional; consiente, en condiciones de reciprocidad, limitaciones de la soberanidad necesarias para permitir un sistema legal de paz y de justicia entre naciones; promueve y favorece las organizaciones internacionales que busquen tales fines.

Por otra parte, en el punto II del artículo 10 de la Constitución de Bolivia se cita:

Bolivia rechaza toda guerra de agresión como instrumento de solución a los diferendos y conflictos entre estados y se reserva el derecho a la legítima defensa en caso de agresión que comprometa la independencia y la integridad del Estado.

Nueva Constitución Política del Estado Plurinacional de Bolivia, artículo 10, punto II.